# Perrin Buford
Perrin Buford (Decatur (Alabama), 25 de enero de 1994) es un jugador de baloncesto estadounidense que pertenece a la plantilla del Shimane Susanoo Magic de la B.League. Con 1,98 metros de estatura, juega en la posición de alero o escolta.

## Trayectoria deportiva
Jugó una temporadas con los Motlow State, otra con Southwest Tennessee CC y dos temporadas con Middle Tennessee State Blue Raiders. Tras no ser elegido en el Draft de la NBA de 2016, debutó como profesional en la Due Gold de Italia en las filas del Moncada Agrigento donde participó en la temporada 2016-17, disputando 33 partidos con una media anotadora de 16.79 puntos por partido.
Tras jugar la liga de verano de la NBA 2017 con Boston Celtics, se marcha a Australia para jugar en los Brisbane Bullets y al término de la temporada, volvería a Europa para jugar en Turquía en las filas del Yeşilgiresun Belediye.
En verano de 2018, se marcharía a Puerto Rico para jugar los play-offs con los que jugaría 6 partidos con Caciques de Humacao.
El 6 de agosto de 2018 firmó con el Avtodor Saratov para jugar la VTB United League y Europe Cup. En las filas del Avtodor Saratov destacó con 16'6 puntos y 6'8 rebotes en Rusia y 16'2 y 7'9 en la FIBA Europe Cup.
Tras acabar la Superliga de Baloncesto de Rusia se marcha al Fujian Sturgeons, donde permanecería hasta octubre de 2019, sin llegar a iniciar la liga.
El 1 de noviembre de 2019 se anuncia su contrato hasta el final de temporada por el Club Joventut Badalona, para sustituir al lesionado Shawn Dawson. Su experiencia en la Penya duró menos de lo esperado ya que el alero americano no llegó a encontrar su rumbo en los esquemas de Carles Durán Ortega.
Perrin Buford únicamente jugaría 10 partidos en Liga Endesa con el Joventut, donde promedió 5.6 puntos, 2.9 rebotes y 0.7 asistencias.
En febrero de 2020 firma por el Gaziantep Basketbol de la Türkiye Basketbol Ligi.
En julio de 2020, firma con el Shimane Susanoo Magic de la B.League